# Juriens
Juriens ist eine politische Gemeinde im Distrikt Jura-Nord vaudois des Kantons Waadt in der Schweiz.

## Geographie
Juriens liegt auf 797 m ü. M., 7 km südwestlich von Orbe und 18 km südwestlich der Bezirkshauptstadt Yverdon-les-Bains (Luftlinie). Das Bauerndorf erstreckt sich auf einem Geländevorsprung am Jurahang, über dem Tal des Nozon.
Die Fläche des 9,4 km² grossen Gemeindegebiets umfasst einen Abschnitt des Waadtländer Juras. Der Gemeindeboden erstreckt sich vom Jurahang südlich des Nozontals westwärts über die dicht bewaldeten Steilhänge (La Côte und Drochard) bis auf die Höhe bei Chalet Dernier, auf der mit 1290 m ü. M. der höchste Punkt von Juriens erreicht wird. Auf dieser Kette zwischen dem oberen Nozontal und dem Mittelland befinden sich ausgedehnte Jurahochweiden mit den typischen mächtigen Fichten, die entweder einzeln oder in Gruppen stehen. Von der Gemeindefläche entfielen 1997 2 % auf Siedlungen, 51 % auf Wald und Gehölze und 47 % auf Landwirtschaft.
Zu Juriens gehören einige Einzelhöfe auf den Jurahöhen. Nachbargemeinden von Juriens sind Romainmôtier-Envy, Moiry, La Praz, Mont-la-Ville und Vaulion.

## Bevölkerung
Mit 351 Einwohnern (Stand 31. Dezember 2023) gehört Juriens zu den kleinen Gemeinden des Kantons Waadt. Von den Bewohnern sind 94,1 % französischsprachig, 2,1 % deutschsprachig und 1,7 % englischsprachig (Stand 2000). Die Bevölkerungszahl von Juriens belief sich 1850 auf 280 Einwohner, 1910 auf 287 Einwohner. Danach wurde bis 1980 ein Rückgang um rund einen Drittel auf 201 Einwohner verzeichnet, seither wurde wieder eine leicht steigende Tendenz beobachtet.

## Wirtschaft
Juriens war bis in die zweite Hälfte des 20. Jahrhunderts ein vorwiegend landwirtschaftlich geprägtes Dorf. Im unteren Gemeindeteil wird Ackerbau betrieben, während auf den Jurahöhen Viehzucht und Milchwirtschaft vorherrschen. Weitere Arbeitsplätze gibt es im lokalen Kleingewerbe und in einem Genesungsheim für Betagte, das zum Regionalspital Saint-Loup in Pompaples gehört.

## Verkehr
Die Gemeinde liegt abseits der grösseren Durchgangsstrassen, wobei die Hauptzufahrt von Romainmôtier-Envy her erfolgt. Durch den Postautokurs, der von Croy nach L’Isle verkehrt, ist Juriens an das Netz des öffentlichen Verkehrs angebunden.

## Geschichte
Die erste schriftliche Erwähnung des Dorfes erfolgte 1263 unter dem Namen Jurians, der wahrscheinlich auf einen burgundischen Siedler namens Juringos zurückzuführen ist. Juriens gehörte im Mittelalter zum Kloster Romainmôtier. Mit der Eroberung der Waadt durch Bern im Jahr 1536 wurde das Dorf Teil der Kastlanei und Landvogtei Romainmôtier. Nach dem Zusammenbruch des Ancien Régime gehörte Juriens von 1798 bis 1803 während der Helvetik zum Kanton Léman, der anschliessend mit der Inkraftsetzung der Mediationsverfassung im Kanton Waadt aufging. Es wurde 1798 dem Bezirk Orbe zugeteilt. Juriens wurde von zahlreichen schweren Bränden heimgesucht, der letzte zerstörte 1811 fast die Hälfte des Dorfes.

## Sehenswürdigkeiten
Die Kirche von Juriens wurde 1968 erbaut. Im Ortskern sind einige typische Bauernhäuser aus dem 19. Jahrhundert erhalten.